# إسحاق تي. ستودارد
إسحاق تي. ستودارد هو سياسي أمريكي، ولد في 19 يناير 1851 في Triangle, New York ‏ في الولايات المتحدة، وتوفي في 10 نوفمبر 1914 في فينيكس في الولايات المتحدة. نشط حزبياً في الحزب الجمهوري.